# Mihos
Maahes (também chamado de Mihos, Miysis, Mios, Maihes, e Mahes) foi uma antiga divindade egípcia da guerra, que possuía uma cabeça de leão, cujo nome significa "aquele que é verdadeiro ao lado dela". Era visto como um príncipe leão, filho da deusa Bastet no Baixo Egito e da deusa Sacmis no Alto Egito, e partilhava de suas naturezas; já seu pai variava de acordo com a principal divindade masculina da época e da região em que foi venerado. Era uma divindade associada com a guerra e o tempo, e era considerada a protetora da matrilinealidade e dos altos sacerdotes de Amom, assim como das facas, do lótus, e do canibalismo ritual. Seu culto estava centrado nas cidades de Taremu e Per-Bast.

## Origem
É mencionado pela primeira vez no Reino Novo, e alguns egiptólogos sugeriram que Maahes teria origem estrangeira; de fato existem evidências de que ele teria sido um equivalente egípcio do deus-leão Apedemaque, venerado na Núbia e no deserto do oeste egípcio. 
Como um deus-leão e patrono, era considerado filho de Rá e Bastet, a deusa-leoa da guerra, padroeira do Baixo Egito, ou de Sacmis, a deusa-leoa da guerra, padroeira do Alto Egito. Como seu culto estava centrado em Per-Bast (Bubástis em grego ou Taremu (Leontópolis em grego), era mais costumeiramente conhecido como sendo filho de Bastet. Como divindade tutelar do Egito, a principal divindade masculina de cada período era considerada como sendo seu pai - ou Ptá, ou Ra, que acabou sendo incorporado com Atum em Atum-Ra. Em seu papel de filho de Rá, Maahes lutava contra a serpente Apep durante a viagem noturna de Rá.
Consideradas como possuidoras de atributos poderosos, as divindades felinas estavam associadas aos faraós, e tornaram-se padroeiras do Egito. O hieróglifo correspondente à palavra "leão" era utilizado em palavras como "príncipe", "força" e "poder".

## Nome
Seu nome começa com o hieróglifo egípcio que representa o leão macho, embora isoladamente ele também possa significar (aquele que pode) ver além. No entanto, o primeiro glifo também faz parte do hieróglifo Ma'at, que significa verdade e ordem, e assim Maahes era considerado como o devorador dos culpados e protetor dos inocentes. Alguns dos títulos de Maahes eram Senhor da Matança, Aquele que Carrega a Faca, e O Senhor Escarlate. Maahes raramente era chamado por seu nome e era quase sempre chamado de "Senhor da Matança". O terminologia de "Senhor da Matança" foi adotada durante os períodos persa e romano, quando os conquistadores estrangeiros encontraram resistência feroz da parte dos chefes de Maahes e seus partidários.

## Representações
Maahes era retratado como um homem com cabeça de leão, ocasionalmente segurando uma faca e vestindo a coroa dupla do egípcio, ou a coroa atef. Por vezes Maahes era identificado com Nefertem e era mostrado com um buquê de flores-de-lótus próximo a ele, e por outras vezes como um leão a devorar um cativo.

## Animais sagrados
Leões domados eram mantidos em um templo dedicado a Maahes em Taremu, onde Bastet e Sacmis eram veneradas; seu templo era adjacente ao de Bastet. O historiador grego Eliano escreveu: "No Egito veneram leões, e há uma cidade batizada em sua homenagem. (…) Os leões possuem templos e numerosos espaços onde podem perambular; a carne de bois é fornecida para eles diariamente (…) e eles comem ao som de músicas no idoma egípcio", de onde provavelmente o nome grego de Leontópolis para a cidade foi derivado.